# Андре Шимоні
Андре Шимоні (фр. André Simonyi, угор. Simonyi András; 31 березня 1914, Хуст, Угорщина — 17 липня 2002, Комп'єнь, Франція) — французький та угорський футболіст, нападник.

## Життєпис
Народився в Хусті, яке на той час входило до складу угорської частини Австро-Угорщини (в 1919 році місто переходить під юрисдикцію Чехословаччини, а після завершення Другої світової війни — до УРСР), Сімоні дебютував у професійному футболі в угорському Аттіла ФК Мішкольц, на позиції нападника. Викликався до другої збірної Угорщини (загалом зіграв 3 матчі, дебютний виклик отримав у 1930 році, у 16-річному віці). Зокрема грав у червні 1933 року в програному (4:5) поєдинку проти Нідерландів в Амстердамі.
Сімоні перейшов до «Олімпіка» (Лілль), чемпіона Франції, в складі якого він зіграв 37 матчів у першому дивізіоні. У 1935 році був проданий спочатку в «Сошо», а потім у «Ред Стар», двох найамбітніших та найбагатших клубів Франції того часу. Незважаючи на 21 забитий м'яч у сезоні 1937/38 років, його команда вилетіла до другого дивізіону. Наступного сезону Андре відзначився 32-ма голами у 38-ми матчах, та зробив значний внесок у перемогу клубу в чемпіонаті. Під час Другої світової війни у 1941 році виграв чемпіонат Франції в окупованій зоні, а 1942 року виграв кубок Франції, перемігши в фіналі «Сет». У 1943—1944 роках виступав на правах оренди в столичному клубі «Париж-Капіталь». У 1946 році його команда поступилася в фіналі кубку Франції з рахунком 2:4 «Ліллю». Після завершення цього матчу нападник отримав прізвисько Банді.
Гравець особливо засяяв на позиції центрального нападника не лише завдяки потужному, наче вистріл кулі, удару, але й прекрасною технікою та своєю «елегантністю». Натуралізований француз, Сімоні у період з 1942 по 1945 роки зіграв чотири матчі в збірній Франції, а 24 грудня 1944 року відзначився голом у матчі проти Бельгії.
У червні 1946, 32-річний Шимоні, переходить до складу іншого французького гранду того часу, «Ренну». Він відзнаив свій ювілей проти «Сен-Уана» декілька місяців по тому двома забитими м'ячами. Під час виступів у «Ренні» клуб почав зазнавати фінансових труднощів, тому вже на початку 1947 року Андре дебютував у складі «Анже» з другого дивізіону, де він утворив атакувальний тандем з Альфредом Астоном. У квітні 1947 року був викликаний до збірної Бретанії з футболу. Того ж літа його призначили граючим тренером, проте на тренерській посаді Андре не мав жодного досвіду. У грудні він разом з Астоном повертається до Парижу й підписує контракт зі «Стад Франсе», в якій допомагає створювати майбутню зіркову команду. Андре відзначився 10-ма голами в 5-ти матчах, але його команда посіла лише 5-те місце. По завершенні сезону «Стад Франсе» об'єднався з «Ред Старом», своїм найпринциповішим суперником, й новий сезон об'єднана команда розпочала виступати вже під назвою «Стад Франсе-Ред Стар». Після цього зіграв декілька матчів у складі «Руана».
У 1949 році залишив Францію й підписав контракт з клубом вищого дивізіону чемпіонату Португалії «Спортінг» (Ковілья). У Португалії зіграв 3 сезони, після чого в листопаді 1953 року повернувся до Франції, підписавши контракт з клубом «Рубе-Туркуен». У перших 5-ти матчах відзначився 5-ма голами, але після цього отримав важку травму й на поле більше не виходив. Свій останній матч у вищому дивізіоні французького чемпіонату зіграв 19 квітня 1953 року проти ФК «Сета».
Про іншу частину його кар'єри, після від'їзду з Португалії, відомо набагато менше. Був граючим тренером ряду напівпрофесіональних клубів, у тому числі й Аваллону. В сезоні 1959/60 років був граючим тренером клубу «Ред Стар», який вилетів до другого дивізіону. Шимоні замінив на цій посаді Жоржа Ганке, проте успіху в новому клубі не досяг. Потім він підписав з «Шербуром» з другого дивізіону, де окрім тренерської роботи, за необхідності, виконував роль гравця. У свої майже 48 років протягом двох сезонів він взяв участь у 13-ти маьчах й відзначився 4-ма голами. Він поділився секретом своєї тривалої футбольної кар'єри: «здоровий спосіб життя» (не палив та не вживав алкогольних напоїв).
У 1947 році опублікував спортивний роман «Les Onze du square». З 1963 по 1980 роки працював у казино в муніципалітетах «Дівонн-ле-Бен» та «Евіан-ле-Бен», а в 1980 році — конюхом.
У листопаді 1993 року, на знак пошани, разом з Крістіаном Лоду зробив 1000-ий удар у футболці клубу «Ред Стар» у Лізі 2.

## Статистичні дані
Протягом виступів у першому дивізіоні французького чемпіонату відзначився 119-ма м'ячами в 185-ти матчах, в тому числі 47 — у футболці «Ред Стара» та 37 — в «Олімпіку» (Лілль), завдяки цьому увійшов до числа 50-ти найкращих бомбардирів чемпіонату Франції. Найрезультативнішим для Андре став сезон 1937/38 років.

### Виступи за збірну
| #  | Дата            | Суперник  | Рахунок | Змагання         | Голи |
| -- | --------------- | --------- | ------- | ---------------- | ---- |
| 1. | 8 березня 1942  | Швейцарія | 0 – 2   | Товариський матч |      |
| 2. | 15 березня 1942 | Іспанія   | 0 – 4   | Товариський матч |      |
| 3. | 24 грудня 1944  | Бельгія   | 3 – 1   | Товариський матч | 38'  |
| 4. | 8 квітня 1945   | Швеція    | 0 – 1   | Товариський матч |      |

## Досягнення
- Володар кубку Франції 1942 року в складі «Ред Стара»
  - Фіналіст кубку Франції 1946 року в складі «Ред Стара»

- Переможець «окупованої зони» чемпіонату Франції 1941 року в складі «Ред Стара»